# Ethan Rusbatch
Ethan Stuart Marsters Rusbatch (Christchurch, 24 maggio 1992) è un cestista neozelandese.

## Carriera
Con la Nuova Zelanda ha disputato i Campionati asiatici del 2017 e i Campionati mondiali del 2019.